# Naturzeit
Naturzeit ist eine Dokumentarfilmreihe, die von 1993 bis 1999 produziert und im ZDF ausgestrahlt wurde. Unter der Dachmarke Naturzeit liefen sowohl Eigen- als auch internationale Kaufproduktionen.
Naturzeit wurde monatlich dienstags um 20.15 Uhr ausgestrahlt, am 17. März 1999 wurde die Sendung von der Dachmarke Wunderbare Welt abgelöst. Von 1999 bis 2003 wurde sie im Discovery Channel wiederholt.